# Thomas Lam
Thomas Anton Rudolph Lam (Amsterdam, 18 dicembre 1993) è un calciatore finlandese, difensore dell'Apollōn Limassol.

## Carriera

### Club
Fa il suo esordio in prima squadra nella stagione 2012-2013, nella quale gioca 6 partite in Eredivisie e 2 partite in Coppa d'Olanda, manifestazione poi vinta dalla sua squadra.
L'8 luglio 2016 firma un contratto triennale con il Nottingham Forest, club della seconda divisione inglese.
In seguito ha giocato anche nella prima divisione bulgara, in quella australiana ed in quella cipriota.

### Nazionale
Ha giocato numerose partite amichevoli con tutte le nazionali giovanili finlandesi; nel 2013 ha anche giocato con la nazionale Under-21 4 partite di qualificazione agli Europei di categoria.
Tra il 2015 ed il 2022 ha giocato in totale 28 partite con la nazionale maggiore finlandese (senza mai segnare), con la quale nel 2021 ha anche partecipato agli Europei (manifestazione alla quale la nazionale scandinava partecipava per la prima volta nella sua storia).

## Palmarès

### Club

#### Competizioni nazionali
- Coppa dei Paesi Bassi: 1

AZ Alkmaar: 2012-2013
- Supercoppa dei Paesi Bassi: 1

PEC Zwolle: 2014